# Sindrome da cuore in sospeso
Sindrome da cuore in sospeso è un romanzo della scrittrice italiana Alessia Gazzola, edito da Longanesi nel 2012. È il terzo libro in ordine di pubblicazione, ma rappresenta il prequel della serie con protagonista Alice Allevi, pasticciona aspirante anatomopatologo all'Istituto di Medicina legale di Roma. La serie, bestseller in patria, è stata tradotta in varie lingue tra cui francese, tedesco, polacco, turco e spagnolo.
Da questo romanzo è tratta la prima puntata della serie televisiva L'allieva, realizzata da Endemol Shine Italy e Rai Fiction, che ha debuttato in prima serata su Rai 1 il 26 settembre 2016. L'autrice vi appare in breve cameo.

## Trama
Al suo ventitreesimo compleanno e al quinto anno di università, facoltà di Medicina, Alice Allevi sospetta di aver sbagliato a scegliere la propria carriera universitaria. Non si sente portata per fare il medico. Mentre si trova in vacanza nel paese dei genitori, Sacrofano, la badante russa di sua nonna, Tamara, viene assassinata in casa con un colpo di pistola in fronte.
Arriva da Roma con la polizia un giovane medico legale, il dottor Claudio Conforti, che fa subito colpo su Alice. La ragazza sembra ritrovare la passione per gli studi e, tornata a Roma dopo la vacanza, fa richiesta di internato all'Istituto di medicina legale. Viene affiancata proprio al dott. Conforti, che la fa assistere all'autopsia di Tamara, durante la quale accerta che la donna ha dato alla luce un figlio da pochi giorni. Alice ricorda che Tamara si era assentata dalla casa della nonna, con la scusa di far visita ad alcuni parenti a Firenze.
Alice trova una nuova coinquilina per la casa, che ha in affitto nella capitale: una giovane giapponese di 19 anni di nome Yukino. All'Istituto fa conoscenza con due dottorande: Lara, che le fa da guida, e Ambra, molto più bella e appariscente. Alice si fa sfuggire dalle mani il teschio che il dott. Conforti usa per le sue attività didattiche, che si spezza in due. Il dottore continua ad avere con lei un atteggiamento ambivalente: da una parte dimostra di non apprezzarla, anzi ostenta di non ricordare neppure il suo nome, dall'altra, a una festa studentesca la spinge a dargli del tu.
Alice torna sempre a Sacrofano nel fine settimana, dove incontra Belinda, conoscente russa di Tamara. Nel frattempo viene arrestato dalla polizia un certo Fabio Giraldi, un ex fidanzato della vittima, che pare abbia alzato le mani su Belinda, procurandole delle ecchimosi, anche se la donna nega. Alice nota che Belinda ha anche timore della signora Mancini, una conoscente della nonna.
Tornata a Roma viene a sapere dal dott. Conforti, che ha conoscenze nella polizia, che Tamara aveva tre figli: il primo vive a Rimini con il padre, un uomo sposato, il secondo è morto e la terza è quella appena data alla luce. Alice nota molte incongruenze nella ricostruzione della polizia.
La nonna di Alice apprende che il padre della bambina non è Fabio Giraldi, bensì il figlio della signora Mancini, che sembra disposto a riconoscerla e a prenderla con la famiglia, malgrado sia sposato. Egli si reca all'Istituto di Medicina legale per il test del DNA. Intanto il rapporto tra Alice e il dott. Conforti procede a piccoli passi tra continue docce fredde. La ragazza è chiaramente attratta dal medico, che conserva il suo comportamento ambiguo. Durante un'altra festa, piuttosto alticcio, sembra volerla baciare, ma poi se ne va in compagnia di un'altra ragazza.
A sciogliere la trama sarà Belinda: chiedendole di aiutarla a lasciare Sacrofano, rivela ad Alice di essere testimone oculare dell'omicidio e di essere per questo ricattata e minacciata. Sulla vicenda si allunga l'ombra della compravendita di neonati.
Alice tiene duro all'Istituto, malgrado il parere contrario di tutti i medici, che non la considerano adatta al dottorato, e Claudio Conforti, che non cambia atteggiamento verso di lei.

## Edizioni
- Alessia Gazzola, Sindrome da cuore in sospeso, Milano, Longanesi, 2012, ISBN 9788830434103.